# Dieter Eric Chenaux-Repond

Dieter Eric Chenaux-Repond (1984)

Dieter Eric Chenaux-Repond (* 22. Juli 1934 in Bombay; † 18. Oktober 2000 in Basel, Grab in Berzona) war ein Schweizer Diplomat.

## Leben
Dieter Eric Chenaux-Repond war ein Sohn der deutschen Falker und Eric Chenaux-Repond, einem Schweizer Kaufmann. Zu seinen Vorfahren zählte Major Pierre-Nicolas Chenaux, 1740–1781, Anführer der Bewegung aufständischer Bauern gegen die patrizische Regierung von Freiburg im Üechtland. Sein Grossvater Julius Chenaux-Repond war von 1923 bis 1939 als Professor beauftragter Dozent der Bilanzkunde an der Technischen Hochschule Stuttgart. 1964 heiratete er Agathe Meyer.
Er besuchte das Gymnasium in Zürich und Basel. 1958 schloss er ein Studium an der Universität Basel ab und wurde mit der Bewertung magna cum laude zum Doktor der Rechte promoviert. Er studierte Politikwissenschaft am Institute for International Studies der University of Minnesota, wo er 1960 die Studie The Attitude of Governments Toward a State where an Insurection Arises from the American War of Independence to the Spanish Civil War verfasste, welche sich mit Psychologie befasste.
Dieter Chenaux-Repond trat 1961 in den auswärtigen Dienst und wurde bis 1977 in Berlin, Köln, Paris, Tokio, New York und Bonn als technischer Mitarbeiter beschäftigt. Von 1964 bis 1965 leitete er den Dienst für technische Zusammenarbeit/Information und Dokumentation. Im April 1968 fungierte er als Deuxième Secrétaire in Ankara. Im Juni 1972 war er Botschaftssekretär in Köln Bonn. Ab 1977 war er Botschaftssekretär erster Klasse in Bonn.
Von 22. März 1980 bis 23. März 1983 war er Botschafter in Ankara. Von 1. April 1983 bis 31. August 1987 war er Botschafter in Tokio. In dieser Funktion organisierte er im März April 1986 eine Vortragsreise von Golo Mann nach Tokio und Osaka.
Von 1. September 1987 bis 18. Januar 1992 war er ständiger Vertreter der Schweizer Regierung beim UN-Hauptquartier.
Von 26. Januar 1992 bis 1998 war er Botschafter in Bonn. Er bewirkte, dass die Schweizer Regierung 6000 DM für eine Bronzetafel des Schweizer Generalkonsuls Franz-Rudolf von Weiss bereitstellte, welcher im März 1945 mit Richard Schimpf Bad Godesberg durch Verhandlungen mit dem US-General Louis Aleck Craig vor der Zerstörung rettete.
Nach seiner Versetzung in den Ruhestand Mitte 1999 schrieb er Kolumnen unter anderem für die »Die Weltwoche«.

## Veröffentlichungen
- Die deutsche Vereinigung aus Schweizer Sicht. Vortrag vom 9. Juni 1993 im Collegium Europaeum Jenense. Jena: Universitätsverlag, 1993.
- Vom kalten Krieg bis zum Fall der Mauer, Notizen eines Schweizer Diplomaten. München: Verlag Bonn aktuell, 1994.
- Abschied von der Zukunft. Ein Blick aus Deutschland vor der Jahrtausendwende, München: Verlag Bonn aktuell, 1998.
- Die Schweiz. Ein Kleinstaat?, in: Romain/Kirt/Arno Waschkuhn (Hrsg.), Kleinstaaten-Kontinent Europa. Probleme und Perspektiven, Baden-Baden: Nomos, 2000.